# Cas Fernández Díaz
Es coneix amb el nom de Cas Fernández Díaz el conjunt de filtracions fetes pel diari Público a finals de juny de 2016 entre Jorge Fernández Díaz i Daniel de Alfonso Laso, on se'ls sent conspirar contra diverses personalitats polítiques del sobiranisme català, amb l'objectiu de fabricar escàndols contra els seus respectius partits polítics o organitzacions.

## Context
El 21 de juny de 2016, en plena campanya electoral espanyola, el diari Público va fer pública una conversa entre el ministre de l'interior Jorge Fernández Díaz i Daniel de Alfonso Laso, el llavors director de l'Oficina Antifrau de Catalunya, on presumptament conspirava per fabricar escàndols contra ERC i CDC amb el coneixement del president del govern espanyol Mariano Rajoy Brey, en el conegut com Operació Catalunya, i provocant la petició de dimissió del ministre en funcions per part, entre d'altres, de Pablo Iglesias (Podemos), Pedro Sánchez (PSOE) i Albert Rivera (Ciudadanos) i el procediment per la destitució de Daniel de Alfonso per part del Parlament de Catalunya.
Els contactes es van mantenir el 2014, poc abans de la celebració de la Consulta sobre la independència de Catalunya, per intentar trobar draps bruts que inculpessin dirigents d'ERC i CDC. De les converses es desprèn que pretenien desprestigiar i implicar els partits polítics i entitats independentistes en casos de corrupció, encara que aquests no tinguessin fonament. L'objectiu de les indagacions eren el president d'ERC, Oriol Junqueras, i els consellers Felip Puig i Francesc Homs, segons la informació publicada pel diari Público en què també es poden sentir fragments de la conversa entre els dos dirigents. Al llarg de la conversa es fa evident que existeix una conspiració en què el director de l'oficina pren part de manera interessada com ho demostren alguns trossos de la conversa en què es mostra partidari de trobar algun drap brut a Esquerra («També seria bo», indica De Alfonso) que serveixi, si més no, per debilitar la confiança del president de la Generalitat en els republicans. De Alfonso aconsella al ministre no «cremar-se» publicant en premsa presumptes irregularitats, «dona-m'ho i ja ho trauré jo, ja ho investigaré jo», li proposa.

## Principals objectius

### Interès en Oriol Junqueras
El director de l'Oficina Antifrau explica al ministre: «Estem investigant coses d'Esquerra però són molt febles», concretament adjudicacions a l'empresa Cespa, on treballa el germà de l'actual vicepresident, Roger Junqueras, però li ratifica que la informació de què disposen és «inconsistent» però que continuaran treballant-hi. De Alfonso confessa que vol «convèncer» el cap de seguretat del Grup Planeta perquè l'ajudi en unes investigacions que, també, afectarien el pare de Junqueras.

### Interès en Puig i Homs
El ministre de l'Interior pregunta a De Alfonso si té algun possible drap brut sobre Felip Puig, aleshores conseller d'Empresa i Ocupació. El cap d'Antifrau li revela que està investigant la contractació de les dues cunyades del conseller per part de la Generalitat, que estaven contractades en una determinada categoria laboral i que, per mitjà d'un decret signat pel conseller de Presidència, Francesc Homs, se les va ascendir a una categoria superior. De Alfonso avisa que, agafat pels pèls, es podria acusar Homs de prevaricació però tem que la fiscalia ho arxivi: «Si jo ho envio a la fiscalia i la fiscalia m'ho arxiva, a mi em llancen als gossos.» Llavors li demana que intercedeixi sobre l'aleshores fiscal general de l'Estat, Eduardo Torres-Dulce i que si aconsegueix el seu suport ell estaria disposat a denunciar Homs. El ministre li insisteix que «Felip Puig i Homs quedarien fatal», però el director d'Antifrau li recorda que Puig no ha intervingut en la contractació. Fernández Díaz li respon que el cas faria «molt mal políticament» a Homs i li pregunta si creu que aquest sospita de la investigació, De Alfonso el tranquil·litza revelant-li que només coneixen la investigació el director d'investigació d'Antifrau José Ángel Fuentes Gago i ells dos.

### Interès en Vila d'Abadal
Sobre Josep Maria Vila d'Abadal, exalcalde de Vic i expresident de l'Associació de Municipis per la Independència, De Alfonso assegura: «El tenim enxampat, enxampat, enxampat», que es confessa «a les ordres» de Fernández Díaz. També afirma que «és un talibà absolut» i assegura tenir dades sobre despeses personals a càrrec de l'Ajuntament.

### Interès en Xavier Trias
La trama va incloure converses per acusar falsament de blanqueig a Xavier Trias, llavors alcalde de Barcelona. En la conversa, De Alfonso reconeix que no té «cap prova, cap, cap» de l'acusació, però alhora afirma que «podria estar implicat» i que no li estranyaria que «l'alcalde hagués tocat diners». Tanmateix, només onze dies després, el diari El Mundo publicava obrint portada: «Investiguen un compte de 12,9 milions de Xavier Trias a Andorra». En la notícia, el director del diari, Eduardo Inda -que ja havia sigut imputat per injúries a Artur Mas- apuntava fins i tot el dia que es va fer la transferència. Trias es va querellar contra el diari i va acabar demostrant que era totalment fals.

### Interès en Artur Mas
Es va filtrar també una conspiració per imposar un canvi en la direcció de Convergència Democràtica de Catalunya per una cúpula contrària al Procés d'Independència de Catalunya. Segons De Alfonso, l'exconseller de Justícia i membre del pinyol de Mas en els temps a l'oposició, Germà Gordó, estava «disposat» a participar en el pla. De Alfonso afirma sobre Gordó: «jo he tingut reunions amb ell. A veure, evidentment, ja ho va dir Alfonso Guerra, et mous i te la fots abans que sortir-ne. Ell calladet, encara que n'hi ha que ja van traient el seu nom, ell calladet. Però ell està encantat. Quan ell sent que li explico això, no em diu que no». Aquests fets van ser rotundament negats per Gordó en un comunicat. També es volia fer creure que el llavors President de la Generalitat tenia una filla secreta.

## Conseqüències

### Impacte en la campanya electoral
La primera notícia sobre el cas es va fer pública el 21 de juny de 2016, en plena campanya electoral espanyola. El Partit Popular va denunciar que la publicació d'aquestes converses, de caràcter privat, s'havia fet amb intencionalitat política, per a influir en els resultats de la campanya. Público va anar filtrant diàriament pedaços de la conversa entre De Alfonso i Fernández Díaz, fins i tot el mateix dia de les eleccions. Tot i això, el Partit Popular va créixer en nombre de vots i escons tant a Catalunya com a la resta de l'Estat.

### Destitució de De Alfonso
Tan bon punt es va conèixer el primer contingut de les converses es va iniciar el procediment per la destitució de Daniel de Alfonso per part del Parlament de Catalunya, fent-lo comparèixer al Parlament el 23 de juny, i tots els grups, tret del Partit Popular van votar a favor del seu cessament a ratificar en el ple de la setmana següent. Abans que la majoria de forces argumentessin la pèrdua de confiança en el magistrat, De Alfonso es va presentar com a víctima en lloc de coprotagonista d'una conspiració, alliçonant i desafiar els diputats i afirmant que no havia comès cap actuació delictiva, i que els fets il·legals son l'enregistrament i propagació de la seva reunió amb el ministre.
Dos agents de la policia es van personar el 24 de juny a la redacció del diari Público per demanar les gravacions filtrades de les converses. Se'n van haver d'anar amb les mans buides perquè la direcció del mitjà els va indicar que si no els presentaven una ordre judicial, no farien cap entrega.
De Alfonso va ser destituït del seu càrrec el 29 de juny de 2016 pel Parlament de Catalunya.